# Протасов Євген Євгенович
Євген Євгенович Протасов (нар. 23 липня 1997, Мелітополь, Запорізька область, Україна) — український футболіст, півзахисник білоруського клубу «Нафтан».

## Клубна кар'єра
Вихованець ФК «Мелітополь». Дорослу футбольну кар'єру розпочав 2015 року в складі «Мелітопольської черешні», за яку провів 6 матчів у Чемпіонаті Запорізької області. У сезоні 2015/16 років виступав у юнацькій та молодіжній командах луганської «Зорі», зігравши сумарно 31 матч та відзначившись 3-ма голами. Напередодні початку сезону 2016/17 перейшов до ФК «Олександрія». Спочатку грав за юнацьку команду олександрійців (U-19), згодом почав залучатися до матчів молодіжної команди. Наприкінці 2017 року головний тренер «Олександрії» Володимир Шаран анонсував «омолодження» складу головної команди, а 10 січня 2018 року стало відомо, що Євген Протасов разом з іншими гравцями олександрійців полетить на перший зимовий збір у Туреччину. За підсумками зборів Євген справив хороше враження на тренерський штаб городян, тому його було переведено до першої команди.
Дебютував у першій команді олександрійців 17 лютого 2018 року в програному (0:2) виїзному поєдинку 20-го туру УПЛ проти кам'янської «Сталі». Протасов вийшов на поле на 62-й хвилині, замінивши Андрія Цурікова. Дебютним голом у футболці «Олександрії» відзначився на 14-й хвилині переможного (2:0) домашнього поєдинку 26-го туру УПЛ проти кам'янської «Сталі». Протасов вийшов на поле в стартовому складі, а на 69-й хвилині його замінив Сергій Старенький. Загалом виступав за команду протягом чотирьох сезонів, взявши участь у 38 іграх Прем'єр-ліги.
У сезоні 2020/21 був гравцем луцької «Волині» та взяв участь у всіх офіційних матчах команди — 30 у Першій лізі (з них 27 у основному складі, 2 голи) та одному кубковому поєдинку.
6 липня 2021 року, напередодні дебюту «Металіста 1925» в Прем'єр-лізі, уклав контракт з харківським клубом.

## Кар'єра в збірній
На початку вересня отримав дебютний виклик до молодіжної збірної України для участі в навчально-тренувальному зборі в Запоріжжі в рамках підготовки до кваліфікаційних матчів Чемпіонату Європи 2018/19 Україна — Латвія та Україна — Андорра. Матч проти андорців так і залишився єдиним для Протасова у складі української «молодіжки».

## Досягнення
- Володар Суперкубка Литви:

«Судува»: 2022